# Zenaida graysoni
A paloma-de-socorro, avoante-do-méxico ou pomba-de-socorro (Zenaida graysoni) é uma espécie rara de avoante encontrada na ilha Socorro, México. Ela é considerada extinta da natureza pela IUCN desde 1994, pois o último registro de um indivíduo desta espécie em seu habitat natural aconteceu em em 1972. Felizmente, a avicultura e a criação da espécie impediu a extinção da espécie. atualmente, há 150 aves em cativeiro e esforços para reintrodução das espécies em seu habitat está planejada.

## Habitat
Era aparentemente mais comum em áreas florestadas acima de 500 m, dominadas por Bumelia , Cerejeira-negra, Guettarda , Ilex , Psidium e Figueiras. Era um frugívoro altamente terrestre, e provavelmente dependia de samambaias e seringueiras para predação de insetos

## Ameaças
O declínio e a extinção na natureza desta espécie foram atribuídos principalmente a migração e introdução de espécies não nativas na região, inclusive gafanhotos e gatos selvagens. Outro fator para o desaparecimento é a predação humana para o consumo de carne.

## Medidas de conservação
A Associação Europeia de Zoos e Aquários reconheceu um programa de criação de espécies, iniciado pelos zoológicos de Colônia e Frankfurt (Alemanha) e do grupo de interesse privado Pombos e Pombas Selvagens, como um programa oficial europeu de espécies ameaçadas de extinção, em 1995. Uma unidade de criação especial para a espécie foi aberta no Marlow Bird Park, na Alemanha. Uma proposta foi desenvolvida para reintroduzir as espécies, juntamente com um programa de restauração para Paloma de Socorro. As impressões digitais de DNA revelaram hibridização extensiva com Z. macroura nos EUA, no entanto, também apresentou alto grau de relação entre a população européia e indivíduos puros mantidos na Califórnia. Como resultado, a população europeia será usada para os esforços de reintrodução.